# Пустошинське сільське поселення
Пу́стошинське сільське поселення (рос. Пустошенское сельское поселение) — адміністративна одиниця у складі Орічівського району Кіровської області Росії. Адміністративний центр поселення — село Пустоші.

## Історія
Станом на 2002 рік на території сучасного поселення існували такі адміністративні одиниці:
- Монастирщинський сільський округ (село Монастирщина, присілок Крисови, Морозовка, Поздяки, Шабаліно)
- Пустошинський сільський округ (село Пустоші, присілки Бехтері, Дресва, Жолобови, Заболотьє, Климіни, Кульпіно, Мошкіна Мельниця, Чикішани, Шипаково, Щенніки)

Поселення було утворене згідно із законом Кіровської області від 7 грудня 2004 року № 284-ЗО у рамках муніципальної реформи шляхом перетворення та об'єднання Монастирщинського та Пустошинського сільського округу.

## Населення
Населення поселення становить 804 особи (2017; 822 у 2016, 832 у 2015, 859 у 2014, 877 у 2013, 882 у 2012, 864 у 2010, 925 у 2002).

## Склад
До складу поселення входять 16 населених пунктів:
| Населений пункт            | Населення, осіб (2002) | Населення, осіб (2010) |
| -------------------------- | ---------------------- | ---------------------- |
| Бехтері, присілок          | 7                      | 11                     |
| Дресва, присілок           | 31                     | 13                     |
| Жолобови, присілок         | 0                      | 0                      |
| Заболотьє, присілок        | 14                     | 11                     |
| Климіни, присілок          | 9                      | 6                      |
| Крисови, присілок          | 1                      | 5                      |
| Кульпіно, присілок         | 2                      | 1                      |
| Монастирщина, село         | 269                    | 207                    |
| Морозовка, присілок        | 2                      | 0                      |
| Мошкіна Мельниця, присілок | 16                     | 14                     |
| Поздяки, присілок          | 24                     | 4                      |
| Пустоші, село              | 524                    | 559                    |
| Чикішани, присілок         | 5                      | 10                     |
| Шабаліно, присілок         | 14                     | 13                     |
| Шипаково, присілок         | 2                      | 5                      |
| Щенніки, присілок          | 5                      | 5                      |